# Дьяблотен
Дьяблотен (англ. Morne Diablotins, буквально с фр. — «гора дьяволят») — стратовулкан на острове Доминика в Карибском море. Название вершины дано в честь черноголового тайфунника, известного также как дьяблотен (фр. diablotin — «дьяволёнок»). Возвышаясь на 1447 м, является второй по высоте вершиной Малых Антильских островов, уступая лишь на 20 м вулкану Суфриер на Гваделупе.
Дьяблотен расположен в северной части острова в 20 км от столицы Доминики — города Розо, и в 10 км к юго-востоку от Портсмута (второго по величине поселения в стране). В окрестностях вершины находится Национальный парк Дьяблотен. 
Последнее извержение вулкана произошло около 30 тыс. лет назад.